# Emblyna orbiculata
Emblyna orbiculata là một loài nhện trong họ Dictynidae.
Loài này thuộc chi Emblyna. Emblyna orbiculata được miêu tả năm 1947 bởi Jones.